# کاروانسرای قلعه نصیر
کاروانسرای قلعه نصیر مربوط به دوره صفوی است و در ۵۵ کیلومتری پلدختر به طرف جاده اندیمشک واقع شده و این اثر در تاریخ ۲۵ اسفند ۱۳۷۹ با شمارهٔ ثبت ۳۰۵۱ به‌عنوان یکی از آثار ملی ایران به ثبت رسیده است.